# Tina O'Brien
Tina Michelle O'Brien (Rusholme, 7 agosto 1983) è un'attrice televisiva britannica.

## Filmografia parziale
- Children's Ward - serie TV, 5 episodi (1997)
- The Secret Diaries of Miss Anne Lister - film TV (2010)
- Waterloo Road - serie TV, 11 episodi (2010-2011)
- Casualty - serie TV, 4 episodi (2011-2014)
- Coronation Street - serie TV, 1920 episodi (1999-2008, 2015-in corso)

## Premi
- National Television Awards
  - 2000: "Most Popular Newcomer"
- British Soap Awards
  - 2000: "Best Storyline" (condiviso con Helen Worth)
- TV Quick Awards
  - 2000: "Best New Soap/Actor/Actress"
  - 2004: "Best Soap Actress"